# کورتفیل
گروه کورتفیل (به اسپانیایی: Grupo Cortefiel) یکی از خرده‌فروشان زنجیره‌ای لباس پیشرو در اسپانیا است. برندهای تولیدی این شرکت عبارتند از: Cortefiel، Springfield، Women's Secret و Pedro del Hierro. خروجی این گروه بیش از ۵۰ کارخانه با تیم طراحی و ساختار مدیریتی و فروش منحصر به فرد و حضور در ۷۹ کشور دنیا با بیش از ۲۰۰۰ نقطه فروش است.

## برندها
۴ برند معرفی شده توسط این گروه:
- Cortefiel: از سال ۱۹۴۵ در زمینه لباس‌های زنانه و مردانه فعالیت می‌کند و امروزه ۴۴۹ مرکز فروش در ۳۴ کشور دارد.
- Pedro del Hierro: از سال ۱۹۸۸ فعالیت دارد و عرضه‌کننده لباس‌های منحصر به فرد برای زنان معاصر است. هم‌اکنون ۳۶ کشور دارای ۴۷۶ نقطه فروش این برند هستند.
- Springfield: آغاز از ۱۹۸۸، اسپرینگ فیلد لباس‌های غیررسمی مورد علایق جوانان را با مفهوم لباس واقعی برای مردم واقعی تولید می‌کند. فعالیت این برند در ۹۰۴ مرکز فروش و ۶۳ کشور از جمله  ایران است.
- women'secret: ساخته شده توسط و برای زنان در ۱۹۹۳، امروزه این برند یک نام برتر در لباس زیر، لباس شنا و لباس خواب است. فعالیت این برند در ۶۰ کشور و با ۶۴۰ نقطه فروش در حال انجام است.